# Sakari Mattila
Sakari Mattila (Tampere, 14 luglio 1989) è un ex calciatore finlandese, di ruolo centrocampista.

## Carriera

### Club
Ha iniziato a giocare a calcio all'età di 5 anni. Il suo primo club è stato il Malminkartanon Peto, squadra di Malminkartano,  sobborgo della parte nord di Helsinki. Prima di arrivare all'HJK, ha anche giocato nel Pohjois-Haagan Urheilijat.
È entrato a far parte della sezione giovanile dell'HJK a 10 anni ed è stato subito promosso nella squadra giovanile. Nel 2007 ha giocato nel Klubi-04, che funge da squadra riserve dell'HJK, militante in Kakkonen. Nell'aprile del 2008 ha debuttato in prima squadra e nel massimo campionato finlandese, la Veikkausliiga, contro l'IFK Mariehamn. Ha realizzato il suo primo gol da professionista nella sua terza presenza, contro l'Inter Turku. Nella prima metà della stagione 2008, è stato usato prevalentemente come sostituto, in seguito ha iniziato a giocare con più continuità, diventando un pezzo importante nella squadra. In diverse gare ha giocato anche come difensore.
Nell'agosto successivo ha effettuato un provino per il Palermo, squadra della Serie A italiana che lo aveva seguito ad Helsinki e una settimana più tardi trascorre un'altra settimana di prova con l'Udinese.
Nel novembre del 2008 i friulani lo hanno acquistato per 700.000 euro e gli hanno fatto firmare un contratto di quattro anni e mezzo, a partire dal gennaio del 2009.
Il 10 luglio 2009 è passato in prestito con diritto di riscatto dall'Udinese all'Ascoli. Con la squadra bianconera ha esordito il 9 agosto in Coppa Italia nell'incontro vinto dai marchigiani 3 a 1 contro il Crotone ed il 21 agosto in Campionato nell'1-1 contro il Gallipoli. A fine stagione non viene riscattato dall'Ascoli, rientrando all'Udinese.
Nell'agosto 2010 si è trasferito in prestito con diritto di riscatto alla formazione svizzera del Bellinzona con la quale, il 4 luglio 2011 si è trovato l'accordo per il rinnovo del prestito fino a giugno 2012.
Nell'estate del 2012 è tornato in Finlandia nelle file dell'HJK Helsinki.
Il 4 novembre 2013, i norvegesi dell'Aalesund hanno annunciato sul loro sito ufficiale l'ingaggio del calciatore, che si è legato al nuovo club con un contratto triennale, valido dal 1º gennaio 2014. Il 10 marzo 2015, viene nominato nuovo capitano del club. Il 29 luglio successivo ha lasciato la fascia.
Il 4 agosto 2015 viene ceduto a titolo definitivo al Fulham. L'8 agosto 2016 rescinde il suo contratto con i londinesi.
Il 14 novembre 2023 è tornato a calcare i campi da gioco, nelle file del Gilla.

### Nazionale
Ha esordito in nazionale maggiore il 31 ottobre 2013 nell'amichevole Messico-Finlandia (4-2).

## Statistiche

### Cronologia presenze e reti in nazionale
| Cronologia completa delle presenze e delle reti in nazionale ― Finlandia | Cronologia completa delle presenze e delle reti in nazionale ― Finlandia | Cronologia completa delle presenze e delle reti in nazionale ― Finlandia | Cronologia completa delle presenze e delle reti in nazionale ― Finlandia | Cronologia completa delle presenze e delle reti in nazionale ― Finlandia | Cronologia completa delle presenze e delle reti in nazionale ― Finlandia | Cronologia completa delle presenze e delle reti in nazionale ― Finlandia | Cronologia completa delle presenze e delle reti in nazionale ― Finlandia |
| Data                                                                     | Città                                                                    | In casa                                                                  | Risultato                                                                | Ospiti                                                                   | Competizione                                                             | Reti                                                                     | Note                                                                     |
| ------------------------------------------------------------------------ | ------------------------------------------------------------------------ | ------------------------------------------------------------------------ | ------------------------------------------------------------------------ | ------------------------------------------------------------------------ | ------------------------------------------------------------------------ | ------------------------------------------------------------------------ | ------------------------------------------------------------------------ |
| 31-10-2013                                                               | Miami                                                                    | Messico                                                                  | 4 – 2                                                                    | Finlandia                                                                | Amichevole                                                               | -                                                                        |                                                                          |
| 5-3-2014                                                                 | Győr                                                                     | Ungheria                                                                 | 1 – 2                                                                    | Finlandia                                                                | Amichevole                                                               | -                                                                        | 90+4’                                                                    |
| 31-5-2014                                                                | Ventspils                                                                | Finlandia                                                                | 2 – 0                                                                    | Estonia                                                                  | Coppa del Baltico 2014                                                   | -                                                                        | 87’                                                                      |
| 18-11-2014                                                               | Žilina                                                                   | Slovacchia                                                               | 2 – 1                                                                    | Finlandia                                                                | Amichevole                                                               | -                                                                        | 73’                                                                      |
| 22-1-2015                                                                | Dubai                                                                    | Yemen                                                                    | 0 – 0                                                                    | Finlandia                                                                | Amichevole                                                               | -                                                                        |                                                                          |
| 29-3-2015                                                                | Belfast                                                                  | Irlanda del Nord                                                         | 2 – 1                                                                    | Finlandia                                                                | Qual. Euro 2016                                                          | -                                                                        |                                                                          |
| 13-6-2015                                                                | Helsinki                                                                 | Finlandia                                                                | 0 – 1                                                                    | Ungheria                                                                 | Qual. Euro 2016                                                          | -                                                                        | 85’                                                                      |
| 4-9-2015                                                                 | Atene                                                                    | Grecia                                                                   | 0 – 1                                                                    | Finlandia                                                                | Qual. Euro 2016                                                          | -                                                                        | 81’                                                                      |
| 7-9-2015                                                                 | Helsinki                                                                 | Finlandia                                                                | 1 – 0                                                                    | Fær Øer                                                                  | Qual. Euro 2016                                                          | -                                                                        | 84’                                                                      |
| 11-10-2015                                                               | Helsinki                                                                 | Finlandia                                                                | 1 – 1                                                                    | Irlanda del Nord                                                         | Qual. Euro 2016                                                          | -                                                                        |                                                                          |
| 31-8-2016                                                                | Mönchengladbach                                                          | Germania                                                                 | 2 – 0                                                                    | Finlandia                                                                | Amichevole                                                               | -                                                                        | 72’                                                                      |
| 12-11-2016                                                               | Odessa                                                                   | Ucraina                                                                  | 1 – 0                                                                    | Finlandia                                                                | Qual. Mondiali 2018                                                      | -                                                                        |                                                                          |
| 9-1-2017                                                                 | al-'Ayn                                                                  | Marocco                                                                  | 0 – 1                                                                    | Finlandia                                                                | Amichevole                                                               | -                                                                        | 73’                                                                      |
| 13-1-2017                                                                | Abu Dhabi                                                                | Slovenia                                                                 | 2 – 0                                                                    | Finlandia                                                                | Amichevole                                                               | -                                                                        | 72’                                                                      |
| 24-3-2017                                                                | Adalia                                                                   | Turchia                                                                  | 2 – 0                                                                    | Finlandia                                                                | Qual. Mondiali 2018                                                      | -                                                                        | 43’ 67’                                                                  |
| 28-3-2017                                                                | Innsbruck                                                                | Austria                                                                  | 1 – 1                                                                    | Finlandia                                                                | Amichevole                                                               | -                                                                        | 65’                                                                      |
| Totale                                                                   |                                                                          | Presenze                                                                 | 16                                                                       |                                                                          | Reti                                                                     | 0                                                                        |                                                                          |

## Palmarès

### Club

#### Competizioni nazionali
- Coppa di Finlandia: 1

HJK: 2008
- Campionato finlandese: 2

HJK: 2012, 2013